# Michael Ruse
Michael Ruse (Birmingham, 21 de junho de 1940 – 1 de novembro de 2024) foi um filósofo inglês da biologia, um dos mais influentes da atualidade.
Participou ativamente no congresso americano no debate contra os criacionistas. Escreve também sobre controvérsias envolvendo a sociobiologia e a psicologia evolucionista. Ainda fundou o jornal Biology & Philosophy, tendo publicado numerosos livros e artigos.

## Carreira
Ruse lecionou na Universidade de Guelph em Ontario, Canada por 35 anos. Desde sua aposentadoria de Guelph, ele tem lecionado na Universidade do Estado da Flórida e é o Professor de Filosofia Lucyle T. Werkmeister  (2000–presente). Em 1986, ele foi eleito como membro da Sociedade Real do Canadá e da Associação Americana para o Avanço da Ciência. Ele recebeu doutorados honoris causa da Universidade de Bergen, Noruega (1990), Universidade McMaster, Ontario, Canada (2003) e da Universidade de New Brunswick, Fredericton, New Brunswick, Canada (2007). Em setembro de 2014, foi nomeado Doutor Honoris Causa pelo University College London.
Ruse foi uma testemunha chave para o autor (plaintiff) no caso piloto de 1981 (McLean v. Arkansas) da lei estadual permitindo o ensino do "criacionismo científico" no sistema de educação do Arkansas. O juiz federal decidiu que a lei estadual era inconstitucional.
Ruse fez algumas das Gifford Lectures de 2001 em Teologia Natural na Universidade de Glasgow. Suas palestras sobre Naturalismo Evolutivo, "A Darwinian Understanding of Epistemology" e "A Darwinian Understanding of Ethics," estão reunidas em The Nature and Limits of Human Understanding (ed. Anthony Sanford, T & T Clark, 2003). Ruse debate regularmente com William A. Dembski, um proponente do design inteligente. Ruse assume a posição de que é possível conciliar a fé cristã com a teoria evolucionária.
Ruse tentou conciliar ciência e religião, uma posição que o levou a entrar em conflito com Richard Dawkins e o blogueiro da ciência Pharyngula PZ Myers. Ruse também fez várias críticas a figuras proeminentes rotuladas na esfera pública como neo-ateus. Por exemplo, de acordo com Ruse, os neo-ateus fazem para o lado da ciência um "grave desserviço", um "desserviço ao conhecimento". Ruse fez a afirmação de que Dawkins falharia "em qualquer curso de filosofia introdutória ou de religião". Ruse também afirmou que The God Delusion faz ele "envergonhado de ser ateu", e referiu-se a novos ateus como "um desastre sangrento", enquanto companheiros ateus de Ruse têm comparado-o a "Neville Chamberlain, o pusilânime apaziguador" e um "engenhoso sem pistas" por sua defesa da religião e dos crentes religiosos.
Ruse morreu no dia 1 de novembro de 2024, aos 84 anos.

## Trabalhos selecionados
- Atheism: What Everyone Needs to Know (2015) ISBN 0-199-33458-7
- The Gaia Hypothesis: Science on a Pagan Planet (2013) ISBN 978-0226731704
- The Philosophy of Human Evolution (2012) ISBN 0-521-11793-3
- Science and Spirituality: Making room for faith in the age of science (2010) ISBN 0-521-75594-8
- Defining Darwin: Essays on the History and Philosophy of Evolutionary Biology (2009) ISBN 1-59102-725-X
- Philosophy after Darwin (2009) ISBN 0-691-13553-3
- Cambridge Companion to the Origin of Species (editado com Robert J. Richards) (2008) ISBN 978-0-521-87079-5
- Darwinism and its Discontents (2006) ISBN 0-521-82947-X
- The Evolution-Creation Struggle (2005) ISBN 0-674-01687-4
- Darwin and Design: Does evolution have a purpose? (2003) ISBN 0-674-01631-9
- The evolution wars: a guide to the debates (2003) ISBN 1-57607-185-5
- Can a Darwinian be a Christian? the relationship between science and religion (2001) ISBN 0-521-63716-3
- Biology and the foundation of ethics (1999) ISBN 0-521-55923-5
- Mystery of mysteries: is evolution a social construction? (1999) ISBN 0-674-00543-0
- But is it science? the philosophical question in the creation/evolution controversy (1996) ISBN 0879754397
- Monad to man: the concept of progress in evolutionary biology (1996) ISBN 0-674-58220-9
- Evolutionary naturalism: selected essays (1995) ISBN 0-415-08997-2
- The Darwinian paradigm: essays on its history, philosophy and religious implications (1989) ISBN 0-415-08951-4
- The Philosophy of biology today (1988) ISBN 0-88706-911-8
- Homosexuality: a philosophical inquiry (1988) ISBN 0-631-17553-9
- Taking Darwin seriously: a naturalistic approach to philosophy (1986) ISBN 0-631-13542-1
- Sociobiology, sense or nonsense? (1a. ed. 1979, 2nd ed. 1985) ISBN 90-277-1798-2
- Darwinism defended, a guide to the evolution controversies (1982) ISBN 0-201-06273-9
- Is science sexist? and other problems in the biomedical sciences (1981) ISBN 90-277-1250-6
- The Darwinian revolution (1979) ISBN 0-226-73164-2

### Livros Publicados no Brasil
- Sociobiologia, senso ou contra-senso.
- Levando Darwin a Sério.